# Galantharum
Galantharum, monotipski biljni rod iz porodice kozlačevki dio tribusa Schismatoglottideae, potporodica Aroideae.
Jedina vrsta je G. kishii, endem sa Bornea, (Kalimantan)

## Vanjske poveznice
|  | Zajednički poslužitelj ima još gradiva o temi Galantharum kishii |
|  | Wikivrste imaju podatke o taksonu Galantharum                    |